# Mutirão Brasileiro de Comunicação
O Mutirão Brasileiro de Comunicação acontece de dois em dois anos e são promovidos pela CNBB, com apoio dos Organismos: UNDA, RCR, OCIC, sediados e coordenados por uma diocese, Regional da CNBB, Congregação Religiosa ou Universidade.

## Histórico
A Conferência Nacional dos Bispos do Brasil deu continuidade aos grandes Congressos promovidos pela União Cristã Brasileira de Comunicação Social, pelos Mutirões Brasileiros de Comunicação. Estes Congressos, promovidos pela UCBC, tiveram início nos anos 70 e começo da década de 80, onde se discutia a participação popular na vida política e a democratização das comunicações.
O ano que não acontece o Mutirão Nacional, os Regionais, as Dioceses, e também algumas paróquias promovem o Mutirão Regional trabalhando o tema proposto pelo Mutirão Nacional de Comunicação como preparação e reflexão ao grande evento da comunicação. Assim, todos os anos a Igreja do Brasil promove um grande debate sobre comunicação, ou em âmbito Nacional, ou Regional. Os Mutirões Brasileiros de Comunicação procuram reunir o maior número possível de comunicadores comprometidos com a mesma causa: fazer da comunicação, suas políticas e suas mídias, o principal lugar de construção de outra ordem social, de relações justas e solidárias.

## Mutirões
|     | ANO  | SEDE                             | TEMA                                                 |
| --- | ---- | -------------------------------- | ---------------------------------------------------- |
| 1º  | 1998 | Minas Gerais - Belo Horizonte    | Solidariedade-Ética-Cidadania                        |
| 2º  | 2000 | São Paulo - São Paulo            | Relações Solidárias na Aldeia e no Global            |
| 3º  | 2003 | Bahia - Salvador                 | Comunicação para outra ordem social                  |
| 4º  | 2005 | Espírito Santo - Guarapari       | Comunicação e Responsabilidade Social                |
| 5º  | 2007 | Pará - Belém                     | Comunicação e Amazônia – Fé e Cultura de Paz         |
| 6º  | 2010 | Rio Grande do Sul - Porto Alegre | Processos de Comunicação e Cultura Solidária         |
| 7º  | 2011 | Rio de Janeiro - Rio de Janeiro  | Comunicação e Vida: Diversidade e Mobilidades        |
| 8º  | 2013 | Rio Grande do Norte - Natal      | Comunicação e Participação Cidadã: meios e processos |
| 9º  | 2015 | Espírito Santo - Vitória         | Ética nas Comunicações                               |
| 10º | 2017 | Santa Catarina - Joinville       | Educar para a comunicação                            |